# Falla de Pedro Miguel
La falla de Pedro Miguel es una falla sísmica que corre debajo del Canal de Panamá y cerca de la Ciudad de Panamá.

## Actividad sísmica
Ambas fallas están activas, causan terremotos cada 600 a 900 años y pueden causar deslizamientos en el suelo de hasta 3 m. Un terremoto en 1882 provocó un tsunami regional. Un equipo de sismólogos liderado por Tom Rockwell de la Universidad Estatal de San Diego encontró evidencia que sugiere que ambas fallas se deslizaron simultáneamente alrededor del año 700.

## Consecuencias potenciales de un terremoto
El sistema de fallas de Pedro Miguel y Limón es una preocupación para los geólogos, ya que un fuerte terremoto centrado en cualquiera de ellos podría dañar el canal, drenar el lago que suministra agua para la operación de sus esclusas, el Lago Gatún, y causar daños severos en la capital.[cita requerida]